# 森岡町 (豊橋市)
森岡町（もりおかちょう）は、愛知県豊橋市の地名。

## 地理
豊橋市北東部に位置する。東は東森岡1丁目、南は牛川通5丁目・牛川町、北は石巻本町に接する。

### 通学区域
|      | 小学校             | 中学校             | 高等学校 |
| ---- | ------------------ | ------------------ | -------- |
| 全域 | 豊橋市立玉川小学校 | 豊橋市立石巻中学校 | 三河学区 |

## 歴史

### 町名の由来
神ヶ谷村本郷集落から見たときの眺めが森のように見えることによるという。

### 人口の変遷
国勢調査による人口および世帯数の推移。
| 1995年（平成7年）  | 388世帯 1210人 |  |
| 2000年（平成12年） | 409世帯 1191人 |  |
| 2005年（平成17年） | 456世帯 1242人 |  |
| 2010年（平成22年） | 439世帯 1147人 |  |
| 2015年（平成27年） | 434世帯 1139人 |  |

### 沿革
- 江戸時代 - 三河国八名郡において、江戸時代初期に森岡新田として開発される[2]。
- 1875年（明治8年） - 合併に伴い、神ヶ谷村の一部となる[2]。
- 1974年（昭和49年） - 豊橋市石巻本町・牛川町の各一部により、同市森岡町が成立[2]。

## 交通
- 愛知県道東三河環状線[1]

## 施設
- 石巻中野公園
- 森岡町住民会館
- 森岡第二遊園
- 豊橋森林事務所

### WEB
1. ↑  “愛知県豊橋市の町丁・字一覧”.   人口統計ラボ. 2023年4月13日閲覧。
2. ↑  総務省統計局 (2017年1月27日). “平成27年国勢調査の調査結果(e-Stat) - 男女別人口及び世帯数 －町丁・字等” (CSV). 2021年7月21日閲覧。
3. ↑  “愛知県豊橋市の郵便番号一覧”.   日本郵便. 2023年4月13日閲覧。
4. ↑  “市外局番の一覧” (PDF).   総務省 (2022年3月1日). 2022年3月22日閲覧。
5. 1 2  豊橋市教育部学校教育課 (2025年4月1日). “校区早見表（R7.4.1現在）” (PDF).   豊橋市. 2025年7月14日閲覧。
6. ↑  総務省統計局 (2014年3月28日). “平成7年国勢調査の調査結果(e-Stat) - 男女別人口及び世帯数 －町丁・字等” (CSV). 2021年7月20日閲覧。
7. ↑  総務省統計局 (2014年5月30日). “平成12年国勢調査の調査結果(e-Stat) - 男女別人口及び世帯数 －町丁・字等” (CSV). 2021年7月20日閲覧。
8. ↑  総務省統計局 (2014年6月27日). “平成17年国勢調査の調査結果(e-Stat) - 男女別人口及び世帯数 －町丁・字等” (CSV). 2021年7月21日閲覧。
9. ↑  総務省統計局 (2012年1月20日). “平成22年国勢調査の調査結果(e-Stat) - 男女別人口及び世帯数 －町丁・字等” (CSV). 2021年7月21日閲覧。
10. ↑  総務省統計局 (2017年1月27日). “平成27年国勢調査の調査結果(e-Stat) - 男女別人口及び世帯数 －町丁・字等” (CSV). 2021年7月21日閲覧。

### 書籍
1. 1 2 3  「角川日本地名大辞典」編纂委員会 1989, p. 1797.
2. 1 2 3 4  「角川日本地名大辞典」編纂委員会 1989, p. 1337.